# Iris Riedel-Kühn
Iris Riedel-Kühn (nascida em 16 de março de 1954, em São Paulo, como Iris Riedel) é uma ex-tenista alemã. De 1976 a 1981, ela jogou dez jogos pela equipe da Copa da Federação Alemã. Ela teve um recorde positivo de 5:3 em simples, em duplas ela venceu um de seus dois jogos.
Ela foi duas vezes campeã alemã de tênis (1980, 1981).

## Vida pessoal
Em 22 de fevereiro de 1980, ela se casou com Klaus Kühn.

## Desempenho em torneios de Grand Slam

### Individuais
| Torneio             | 1975 | 1976 | 1977 | 1978 | 1979 | 1980 | 1981 | 1982 | Carreira |
| ------------------- | ---- | ---- | ---- | ---- | ---- | ---- | ---- | ---- | -------- |
| Aberto da Austrália | —    | —    | —    | —    | —    | —    | —    | —    | —        |
| Aberto da França    | 1    | 1    | 2    | 1    | —    | 2    | 2    | 2    | 2        |
| Wimbledon           | 2    | 2    | 2    | 2    | 2    | —    | 1    | —    | 2        |
| Aberto dos EUA      | —    | 2    | 2    | —    | 1    | —    | —    | —    | 2        |

Explicação dos símbolos: S = vitória no torneio; F, HF, VF, AF = entrada nas finais / semifinais / quartas de final / oitavas de final; 1, 2, 3 = eliminação no 1º/2º/3º rodada principal; Q1, Q2, Q3 = eliminação no 1º/2º/3º rodada de qualificação; na = não realizado

### Em duplas
| Torneio             | 1975 | 1976 | 1977 | 1978 | 1979 | 1980 | Carreira |
| ------------------- | ---- | ---- | ---- | ---- | ---- | ---- | -------- |
| Aberto da Austrália | —    | —    | —    | —    | —    | —    | —        |
| Aberto da França    | —    | —    | AF   | 1    | —    | AF   | AF       |
| Wimbledon           | 1    | 2    | 1    | 1    | —    | —    | 2        |
| Aberto dos EUA      | —    | —    | —    | —    | —    | —    | —        |